# Manbidž
Manbidž (arabsky منبج‎, syrsky ܡܒܘܓ), též Manbídž, je město v Sýrii. Leží v guvernorátu Aleppo na severu státu poměrně blízko od hranice s Tureckem a zhruba třicet kilometrů západně od Eufratu. Podle sčítání v roce 2004 měla bezmála sto tisíc obyvatel.

## Dějiny
Ve starověku bylo město známé řecky jako Hierapolis (starořecky Ιερόπολις).
V desátém století zde působil jako biskup Agapios z Hierapole.

### Občanská válka v Sýrii
Na konci roku 2018, po vydání rozkazu o stažení amerických vojáků ze Sýrie, se k Manbídži, ovládané Syrskými demokratickými silami (SDF), přemístily oddíly vládních vojsk v síle brigády elitní prezidentské gardy a dělostřeleckého praporu. Manévr byl prevencí proti útoku Turků a Damašek doufal, že dojde k dohodě s Kurdy na předání města. Turci v oblasti soustředili své síly s úmyslem město dobýt. Ankara prohlásila, že nebude tolerovat přítomnost kurdské milice YPG, ani kdyby se tato dohodla s Damaškem. Dle tureckých zdrojů se Kurdové připravují na obranu Manbídže, budujíce v perimetru města tunely pro skrytý přesun bojovníků i vozidel.
V prosinci 2024 město po dvou týdnech bojů dobyli Tureckem podporovaní vojáci Syrské národní armády.